# Кавалерист (картина)
«Кавалерист» — картина французского художника Альфонса де Невиля, написанная в 1884 году. В настоящее время картина находится в собрании Метрополитен-музея в Нью-Йорке.
На картине изображён драгун второй французской империи. Драгуны представляли из себя войска конной пехоты, способной вступить в бой, находясь в конном строю, против вражеских сил в пешем порядке; в сочетании со стоимостью лошадей это привело к тому, что драгуны стали именоваться элитными, но при этом были дорогими войсками. Драгуны стали героями различных произведениях военного искусства, в том числе и работ Жана-Луи-Эрнеста Мейссонье, которому непосредственно подражал де Невиль, создавая «Кавалериста». Сама картина была завершена после того, как французы потерпели поражение во франко-прусской войне, что вызвало рост интереса к вооруженным силам в третьей французской республике. На своей работе де Невиль отразил стремление к военной славе и патриотический настрой, возникший после поражения в войне.